# Johannes Theodor Reinhardt
Johannes Theodor Reinhardt (3 de diciembre de 1816, Copenhague - 23 de octubre de 1882, Frederiksberg) fue un zoólogo y herpetólogo danés. Era el hijo de Johannes Christopher Hagemann Reinhardt.
Participó como botánico en la primera Expedición Galathea (1845-1847). En 1848 se convirtió en curador del Kongelige Naturhistoriske Museum en Copenhague (ahora Museo de Zoología de la Universidad de Copenhague). Enseñó clases de zoología en Danmarks Tekniske Universitet (1856–1878) y en la Universidad de Copenhague (1861–1878). En 1854 recibió el título de profesor.
Durante las décadas de 1840 y 1850, trabajó periódicamente en Brasil como asistente del paleontólogo Peter Wilhelm Lund (1801–1880). Fue uno de los primeros partidarios de la teoría de la evolución de Charles Darwin, y de su investigación sobre especies extintas, criticó el concepto de "catastrofismo anti-evolutivo" de George Cuvier.
Con Christian Frederik Lütken (1827–1901), fue coautor de Bidrag til Kundskab om Brasiliens Padder og Krybdyr (Contribuciones al conocimiento de los anfibios y reptiles brasileños).
Describió 25 nuevas especies de reptiles, algunas con Lütken.
En 1848, Hermann Schlegel nombró a la "pitón" Calabar, Calabaria reinhardtii, en su honor.

## Obra

### Algunas publicaciones
- Brasiliens urskov, 1857
- Naturhistoriske bidrag til en beskrivelse af Grønland, 1857
- Bidrag til kundskab om Brasiliens padder og krybdyr, 1861 (mit Christian Frederik Lütken)
- Om Vingens anatomiske Bygning hos Stormfugle-Familien (Procellaridae S. Tubinares)., 1873
- Bidrag til kundskab om kyjaempedovendyret lestodon armatus
- Beskrivelse af hovedskallen af et kaempedovendyr Grypotherium Darwinii, fra La Plata-Landenes plejstocene dannelser Kjobnhavn, 1879
- Notitser til Grönlands ornithologi, 1881

## Abreviatura (zoología)
La abreviatura Reinhardt  se emplea para indicar a Johannes Theodor Reinhardt como autoridad en la descripción y taxonomía en zoología.